# Forestville (Califòrnia)
Forestville és una població dels Estats Units a l'estat de Califòrnia. Segons el cens del 2000 tenia 2.370 habitants.

## Demografia
Segons el cens del 2000, Forestville tenia 2.370 habitants, 941 habitatges, i 592 famílies. La densitat de població era de 223,2 habitants/km².
Dels 941 habitatges en un 31,9% hi vivien nens de menys de 18 anys, en un 48,4% hi vivien parelles casades, en un 11,7% dones solteres, i en un 37% no eren unitats familiars. En el 26,4% dels habitatges hi vivien persones soles el 6,9% de les quals corresponia a persones de 65 anys o més que vivien soles. El nombre mitjà de persones vivint en cada habitatge era de 2,48 i el nombre mitjà de persones que vivien en cada família era de 3,05.
Per edats la població es repartia de la següent manera: un 24,7% tenia menys de 18 anys, un 5,5% entre 18 i 24, un 23,9% entre 25 i 44, un 34,8% de 45 a 60 i un 11,1% 65 anys o més.
L'edat mediana era de 43 anys. Per cada 100 dones de 18 o més anys hi havia 88,9 homes.
La renda mediana per habitatge era de 50.898 $ i la renda mediana per família de 60.417 $. Els homes tenien una renda mediana de 45.170 $ mentre que les dones 42.652 $. La renda per capita de la població era de 31.301 $. Entorn del 5,1% de les famílies i el 7,9% de la població estaven per davall del llindar de pobresa.

## Poblacions més properes
El següent diagrama mostra les poblacions més properes.